# Hôtel Collet-Delarsille
L’Hôtel Collet-Delarsille, situé au 1  boulevard de la Paix à Reims, a été construit en 1860 pour Théodore Collet (1820-1881) et pour son épouse Joséphine Pauline Delarsille (1831-1911).

## Histoire
L’Hôtel Collet-Delarsille a été construit en 1860 pour Théodore Collet (1820-1881) et pour son épouse Joséphine Pauline Delarsille (1831-1911), dont le monogramme CD est présent sur le fronton de la double lucarne centrale. Théodore Collet était le propriétaire de la manufacture de filature et de tissage Grand Saint-Pierre installée dans le site de l’ancien couvent de Saint Pierre les Dames. L’hôtel sera ensuite occupé par leurs fils Henri Collet-Fanart (1861-1945) et Léon Collet (1856-1923), jusqu’en 1925. Puis la Direction des Contributions directes y installe ses bureaux. Ensuite c’est, et depuis 1996, l’administration de la Polyclinique Saint-André qui occupe la maison jusqu'à sa vente, à Agencia, en décembre 2018.

## Architecture
L’Hôtel Collet-Delarsille est de style Néo-classicisme. Il est placé entre cour et jardin, avec quatre façades entièrement en pierre de taille. Son entrée, face au Sud, présente une marquise surplombant un grand perron, avec deux doubles-portes, dont une est factice. À droite de la grille d’entrée, se trouve le pavillon de concierge avec les communs.